# Упознајте мале Фокерове
Упознајте мале Фокерове (енгл. Little Fockers) је америчка комедија из 2010. која је наставак филмова Њени родитељи (2000) и Упознајте Фокерове (2004). Главне улоге тумаче Роберт де Ниро, Бен Стилер, Овен Вилсон, Блајт Данер, Тери Поло, Дастин Хофман и Барбра Страјсенд. Ово је трећи и последњи филм из триологије Њени родитељи, а уједно је и први филм из триологије којег није режирао Џеј Роуч (један од продуцената овог филма), већ је уместо њега режисер био Пол Вајц. Такође, за разлику од претходна два филма, музику није компоновао Ренди Њуман, већ релативно непознат композитор Стивен Траск. У филму још глуме и Џесика Алба, Лора Дерн и Харви Кајтел.

## Радња
Грег и његова жена Пем, ћерка пензионисаног ЦИА агента Џека, имају петогодишње близанце, Хенрија и Саманту.
Џек има озбиљне здравствене проблеме и тражи од Грега да преузме одговорност главе породице, под називом „Кум Фокер“ ("Godfocker"). Међутим, почиње да сумња у своју одлуку, зато што му се чини да Грег има љубавну везу са Анди Гарсијом, згодном представницом фармацеутске компаније, са којом рекламира лек за импотенцију Сустенго. Џек стиче такав утисак због низа случајности који су се десиле Грегу. Он чак и саветује Пем да би можда било боље се разведе од Грега и настави живот са Кевином, њеним бившим вереником. Грег и Пем су изнервирани овим.
Да би доказао да је способан да буде глава породице, Грег покушава да да своју децу у бољу школу, изгради нову кућу и среди своје финансијско стање. Касније на промоцији лека Сустенго, среће Боба (бившег мужа Памелине сестре), који му говори како никад није био срећнији од тренутка кад више није био „Џеков заморчић“ и како је он био Џеков први избор за нову главу породице под именом "The Bobfather". Ово све узнемирује Грега. То доводи до туче између Џека и Грега, на рођендану Хенрија и Саманте, у току које Џек добија срчани удар, а Грег спашава његов живот. Филм се завршава четири месеца касније на Божић када Џек, Дина, Берни и Роз долазе да проведу Божић у њиховој новој кући. Грегови родитељи изјављују да се селе у Чикаго и да ће становати две куће од њихове, на шта Џек и Дина говоре како се и они селе како би проводили више времена са унуцима.
У току одјавне шпице Џек на Јутјубу гледа говор у коме га Грег исмева.

## Улоге
| Глумац           | Улога                 |
| ---------------- | --------------------- |
| Роберт де Ниро   | Џек Бернс             |
| Бен Стилер       | Гејлорд „Грег“ Фокер  |
| Овен Вилсон      | Кевин Роли            |
| Блајт Данер      | Дајна Бернс           |
| Тери Поло        | Памела „Пем“ Фокер    |
| Џесика Алба      | Енди Гарсија          |
| Дастин Хофман    | Бернард „Берни“ Фокер |
| Барбра Страјсенд | Розалинд „Роз“ Фокер  |
| Лора Дерн        | учитељица Пруденс     |
| Харви Кајтел     | Ренди Вир             |
| Колин Бајоки     | Хенри Фокер           |
| Дејзи Тан        | Саманта Фокер         |

## Зарада
- Зарада у САД и Канади - 141.186.000 $
- Зарада у иностранству - 146.000.000 $
- Зарада у свету - 303.822.980 $[4]